# Almirantazgo imperial alemán

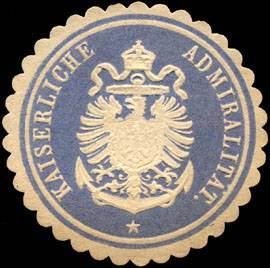
Sello del Almirantazgo Imperial

El Almirantazgo imperial fue una institución gubernamental del Imperio alemán. Por resolución del emperador Guillermo I, a partir del 1 de enero de 1872, el hasta entonces Ministerio de Marina prusiano recibió el nombre de Almirantazgo Imperial. Su jefe administraba la Armada imperial bajo la responsabilidad del Canciller imperial y el mando supremo del Emperador de Alemania, como parte de su autoridad imperial. Hasta 1889 fue el máximo mando naval, pero a consecuencia del crecimiento y construcción de la Armada imperial, el 1 de abril de 1889 fue disuelto el Almirantazgo y creadas en su lugar tres entidades administrativas supremas: el Comando Supremo de la Armada (OKM), el Departamento imperial de Marina (Reichsmarineamt) y el Consejo imperial de Marina (Marinekabinett). El OKM fue sustituido el 14 de marzo de 1899 por el estado mayor del Almirantazgo.

## Estructura

Bandera del Jefe del Almirantazgo

A su frente estaba el Jefe del Almirantazgo imperial, que ostentaba el mando supremo -supeditado al Emperador-, dirigía la administración naval bajo la responsabilidad del Canciller imperial, y ejercía la suprema jurisprudencia y las demás facultades disciplinarias. 
| Jefes del Almirantazgo imperial |                      |                     |
| Nombre                          | Fecha de designación | Fecha de retirada   |
| Albrecht von Stosch (1818-1896) | 1 de enero de 1872   | 20 de marzo de 1883 |
| Leo von Caprivi (1831-1899)     | 20 de marzo de 1883  | 5 de julio de 1888  |
| Alexander von Monts (1832-1889) | 5 de julio de 1888   | 19 de enero de 1889 |

Constaba de las siguientes secciones:
- el Departamento Ministerial, como oficina central de los diversos negociados y del personal;
- la Sección Militar, para las maniobras y operaciones de la Armada, la formación de las dotaciones, asuntos de personal, reemplazos, enseñanza, Sanidad y hospitales;
- la Sección Técnica (Marinedepartement), para construcción naval y de máquinas, suministros, administración de astilleros, artillería, torpedos, armas, fortificación de puertos;
- la Oficina Hidrográfica, que se ocupaba de la meteorología naval y los instrumentos náuticos;
- la Oficina de medidas, pilotaje, balizas y luces de boyas, cartografía, magnetismo, etc.

Bajo la autoridad del Almirantazgo estaban los tribunales militares, la Sanidad Naval, los funcionarios de mando y de administración, las instituciones educativas y de enseñanza y el observatorio naval (deutsche Seewarte) de Hamburg. 
Existía también un Consejo del Almirantazgo, que solo en raras ocasiones fue convocado por el Jefe del Almirantazgo, y que estaba compuesto por funcionarios ministeriales, oficiales navales e ingenieros, con función consultiva sobre cuestiones de índole administrativa o técnica que revestían especial dificultad.